# Партнерство
Партнерство је удруживање са заједничким интересима и циљем. Партнерски односи најчешће обухватају предузимање неког заједничког подухвата, партиципацију већег броја људи или остварење једног или више заједничких циљева. На локалном нивоу се све више сматрају важним партнерства владиног, невладиног и приватног сектора, чиме се омогућавају боље услуге и већа партиципација корисника. Правно се регулише уговорним односима.

## Историја
Партнерства имају дугу историју; већ су били у употреби у средњем веку у Европи и на Блиском истоку. Према једном чланку из 2006. године, прво партнерство је 1383. године спровео Франческо ди Марко Датини, трговац из Прата и Фиренце. Компанија Ковони (1336-40) и компанија Дел Буоно-Бенчивенни (1336-40) такође се помињу као рана партнерства, али то нису била формална партнерства.
У Европи су партнерства допринела Трговачкој револуцији која је започела у 13. веку. У 15. веку градови Ханзе су се међусобно ојачавали; брод од Хамбурга до Гдањска не само да би превозио сопствени терет, већ је такође био задужен да превози терет за друге чланове лиге. Ова пракса не само да је уштедела време и новац, већ је представљала и први корак ка партнерству. Ова способност удруживања снага у реципрочним услугама постала је карактеристична карактеристика и дуготрајан фактор успеха ханзеатског тимског духа.
Детаљно испитивање средњовековне трговине у Европи показује да бројне значајне кредитне трговине нису убирале камате. Стога су прагматизам и здрав разум захтевали правичну надокнаду за ризик позајмљивања новца и компензацију за опортунитетни трошак позајмљивања новца без његовог коришћења у друге плодоносне сврхе. Да би се заобишли закони о лихварству које је наметнула црква, створени су и други облици награде, посебно кроз распрострањени облик партнерства под називом коменда, веома популарном међу италијанским трговачким банкарима. Фирентинске трговачке банке биле су готово сигурне да ће остварити позитиван повраћај на своје кредите, али то би било пре узимања у обзир ризика солвентности.
На Блиском истоку, Кирад и Мударабас институције су се развиле када је трговина са Левантом, односно Отоманским царством и муслиманским Блиским истоком, процветала и када су успостављене ране трговачке компаније, уговори, менице и међународна трговина на даљину. Након пада Римског царства, трговина Леванта је оживела у 10. до 11. веку у византијској Италији. Источни и западни Медитеран чинили су део јединствене комерцијалне цивилизације у средњем веку, а две регије су биле економски међусобно зависне кроз трговину (у променљивом степену).
Монголи су усвојили и развили концепте одговорности у вези са инвестицијама и зајмовима у партнерствима Монгол-орток, промовишући трговину и инвестиције како би олакшали комерцијалну интеграцију Монголског царства. Уговорне карактеристике монголско-ортокског партнерства су веома личиле на кирад и коменда аранжмане, међутим, монголски инвеститори су користили металне кованице, папирни новац, златне и сребрне полуге и разменљива добра за партнерске инвестиције и првенствено финансирали позајмљивање новца и трговинске активности. Штавише, монголске елите су формирале трговинска партнерства са трговцима из централне и западне Азије и Европе, укључујући породицу Марка Пола.

## Партнерски уговори
Да би настало, свако партнерско друштво нужно закључује партнерски уговор, чак и ако се то не ради у писменој форми. У јурисдикцијама обичајног права писани уговор о партнерству није законски обавезан, али партнери могу имати користи од уговора о партнерству који артикулише важне услове односа између њих.
У пословању, две или више компанија удружују снаге у заједничком подухвату, односу купац-добављач, стратешком савезу или конзорцијуму да i) раде на пројекту (нпр. индустријски или истраживачки пројекат) који би био претежак или превише ризичан за један ентитет, ii) удружују снаге да би имали јачу позицију на тржишту, iii) да поштују посебне прописе (нпр. у неким земљама у развоју, странци могу улагати само у форми партнерства са локалним предузетницима). У овом случају, савез може бити структуриран у процесу који се може упоредити са трансакцијом спајања и аквизиције. Велика литература о пословању и менаџменту посветила је пажњу формирању и управљању партнерским уговорима. Посебно је приказана улога уговора и механизама односа за организовање пословних партнерстава.
Партнерства стављају укључене стране на сложене преговоре и посебне изазове који се морају постићи договором. Свеобухватни циљеви, нивои давања и узимања, области одговорности, линије овлашћења и сукцесије, начин на који се успех процењује и дистрибуира, а често и низ других фактора морају се уговорити. Када се постигне споразум, партнерство се обично спроводи по грађанском закону, посебно ако је добро документовано. Партнери који желе да свој уговор учине афирмативно експлицитним и применљивим обично састављају Статуте о партнерству. Поверење и прагматизам су такође од суштинског значаја, јер се не може очекивати да све може бити записано у почетном уговору о партнерству, стога су квалитетно управљање и јасна комуникација критични фактори успеха на дужи рок. Уобичајено је да се информације о формално партнерским ентитетима објављују, на пример, путем саопштења за јавност, огласа у новинама или закона о јавним евиденцијама.

## Партнерска компензација

### Власнички капитал наспрам плаћених партнера
У одређеним партнерствима појединаца, посебно у адвокатским канцеларијама и рачуноводственим фирмама, власнички партнери се разликују од плаћених партнера (или партнера по уговору или приходима). Степен контроле коју свака врста партнера врши над партнерством зависи од релевантног уговора о партнерству..
- Власнички партнер је сувласник пословања и има право на пропорцију дистрибутивног профита партнерства.
- Плаћени партнер коме се исплаћује плата, али нема никакав основни власнички интерес у послу и неће учествовати у расподели партнерства (иако је прилично уобичајено да плаћени партнери добију бонус на основу профитабилности фирме).

У свом најосновнијем облику, власнички партнери уживају фиксни удео у партнерству (обично, али не увек једнак удео са осталим партнерима) и, по расподели добити, добијају део профита ортаклука сразмеран том уделу. У софистициранијим партнерствима постоје различити модели за одређивање власничког интереса, расподеле добити или обоје. Два уобичајена алтернативна приступа расподели профита су компензација по принципу „закључни корак“ и „извор порекла“ (која се понекад назива, графички, „једи оно што убијеш“).
- Закључни корак подразумева придруживање нових партнера партнерству са одређеним бројем „поена“. Како време пролази, они прикупљају додатне поене, све док не достигну постављени максимум који се понекад назива плато. Дужина времена потребног да се достигне максимум се често користи за описивање фирме (тако да би се, на пример, могло рећи да једна фирма има „седмогодишњи закључни корак“, а друга има „десетогодишњи“ у зависности од дужина времена потребног да се постигне максимални приход).
- Извор настанка подразумева компензацију добити по формули која узима у обзир износ прихода и профита који сваки партнер генерише, тако да партнери који остваре већи приход добијају већи део распоређене добити орташтва.

### Адвокатске фирме
Порекло извора компензације се ретко види ван адвокатских фирми. Принцип је једноставно да сваки партнер добија удео у добити партнерства до одређеног износа, с тим да се сваки додатни профит распоређује на партнера који је био одговоран за „настанак“ посла који је генерисао профит.
Британске адвокатске фирме имају тенденцију да користе принцип закључног корака, док су америчке фирме више преферирају извор порекла. Када се британска фирма Клифорд Чанс спојила са америчком фирмом Рогерс & Велс, многе потешкоће повезане са тим спајањем биле су узроковане потешкоћама спајања културе две културе расподеле прихода.